# Proserpinus victoria
Proserpinus victoria är en fjärilsart som beskrevs av Augustus Radcliffe Grote 1874. Proserpinus victoria ingår i släktet Proserpinus och familjen svärmare. Inga underarter finns listade i Catalogue of Life.